# Дні європейської спадщини
Дні європейської спадщини — загальноєвропейська ініціатива, офіційно започаткована Радою Європи в 1991 році. Мета проекту — привернути увагу мешканців та гостей міста до культурної спадщини та її ролі у розвитку сучасного суспільства. Основною ідеєю заходу є відкриття і огляд зазвичай закритих чи маловідомих пам'яток, щоб привернути увагу громадськості до їх історичної та архітектурної цінності.

## Історія
Ідея святкування Днів європейської спадщини належить колишньому міністру культури Франції Джеку Лангу. У 1984 році за його ініціативою були організовані Дні відкритих дверей у Франції, які пройшли під гаслом «культурній спадщині — нове життя». Експериментальний проект набув такого неймовірного резонансу, що одним роком пізніше ця ініціатива була запропонована на конференції Європейської ради як угода про захист архітектурної спадщини Європи. «Коли я запропонував ідею Днів у Гранаді, у 1985 році, я був Міністром культури Франції. Це проста і водночас приваблива концепція: запросити людей зазирнути за двері і вікна будівель, викликати в них цікавість до захопливої історичної спадщини. Нічого нудного або офіційного… Просто цікавий досвід для кожного», каже Ланг.
1999 року, коли до організації Днів долучилася Європейська Комісія, була затверджена офіційна назва European Heritage Days (EHD) / Journées européennes du Patrimoine . З цього часу протягом вересня в кожній країні проходять численні події та заходи, присвячені різним темам. Їхній загальний принцип — не лише розкрити багатство та розмаїття спільної спадщини в контексті міжнародного культурного діалогу, а й привернути увагу до численних національних і регіональних особливостей.

## Загальні принципи
Усі заходи в рамках Днів європейської спадщини мають відповідати наступним критеріям:
- Дні європейської спадщини проходять у певні вихідні вересня;
- Перевага надається об'єктам, які зазвичай не відкриті для громадськості;
- У відкритих для відвідання спорудах мають бути підготовлені спеціальні заходи, такі, як нетипові екскурсії, виставки, концерти і шоу;
- Відвідання пам'яток повинно бути безкоштовним;
- Особливої уваги потребує залучення до програми підлітків і дітей шкільного віку;
- Загальновживаний термін European Heritage Days повинен використовуватись у всій Європі;
- Окрім того, має використовуватись відповідний логотип у рекламі.

## EHD в різних країнах
- : «Jornades europees del patrimoni» by Patrimoni Cultural
- : «Tag Des Denkmals» by Bundesdenkmalamt
- : Journées du patrimoine à Bruxelles [Архівовано 14 квітня 2015 у Wayback Machine.] / Open Monumentendagen in Brussel [Архівовано 14 квітня 2015 у Wayback Machine.]
- : «Journées européennes du patrimoine»  [Архівовано 14 червня 2018 у Wayback Machine.] under the auspices of the Ministry of Culture
- : «Tag des offenen Denkmals» by Deutsche Stiftung Denkmalschutz
- : Heritage Week by the Heritage Council
- : «Giornate Europee del Patrimonio» by Ministero per i Beni e le Attività Culturali
- : «Open Monumentendag» by Stichting Open Monumentendag Stichting Open Monumentendag [Архівовано 6 вересня 2020 у Wayback Machine.]
- : «Europejskich Dni Dziedzictwa» by Narodowy Instytut Dziedzictwa European Heritage Days in Poland [Архівовано 24 червня 2015 у Wayback Machine.]
- : «Jornadas Europeias do Património» by Direção Geral do Património Cultural
- : «Las Jornadas Europeas de Patrimonio» by Instituto del Patrimonio Cultural de España (Ministry of Culture).
- :
  - : Heritage Open Days by English Heritage. London has a separate event, Open House London.
  - : Doors Open Days by Scottish Civic Trust
  - : Open Doors Days (Welsh: Drysau Agored) by Civic Trust for Wales
  - : European Heritage Open Days
- : «Europäischer Tag des Denkmals» by the Swiss Information Centre for Cultural Heritage Conservation

Ідея була підхоплена й поза межами Європи, подібні заходи влаштовують у Канаді, США, Австралії, і в інших країнах, у різні пори року. В Аргентині та в Уругваї відповідний день Día del Patrimonio відзначається на останні вихідні вересня, у той час як у Чилі він припадає на останню неділю травня.